# Espand
Espand (persiska: اِسپَندِه, اسپند) är en ort i Iran.   Den ligger i provinsen Mazandaran, i den norra delen av landet, 110 km nordost om huvudstaden Teheran. Espand ligger 153 meter över havet och antalet invånare är 276.
Terrängen runt Espand är kuperad söderut, men norrut är den platt.Runt Espand är det ganska tätbefolkat, med 149 invånare per kvadratkilometer. Närmaste större samhälle är Āmol, 8,4 km nordost om Espand. I omgivningarna runt Espand växer i huvudsak blandskog.